# Grand-Camp (Seine-Maritime)
Grand-Camp ist eine französische Gemeinde mit 763 Einwohnern (Stand: 1. Januar 2022) im Département Seine-Maritime in der Region Normandie. Sie gehört zum Arrondissement Le Havre und zum Kanton Port-Jérôme-sur-Seine (bis 2015: Kanton Lillebonne). Die Einwohner werden Grand-Campois genannt.

## Geographie
Grand-Camp liegt etwa 34 Kilometer ostnordöstlich von Le Havre im Pays de Caux. Grand-Camp wird umgeben von den Nachbargemeinden Trouville im Norden, Saint-Nicolas-de-la-Haie im Osten, Saint-Arnoult und Anquetierville im Osten und Südosten, Port-Jérôme-sur-Seine im Süden sowie Lintot im Westen und Nordwesten.

## Bevölkerungsentwicklung
| 1962                      | 1968 | 1975 | 1982 | 1990 | 1999 | 2006 | 2013 |
| ------------------------- | ---- | ---- | ---- | ---- | ---- | ---- | ---- |
| 230                       | 187  | 253  | 431  | 579  | 651  | 705  | 655  |
| Quelle: Cassini und INSEE |      |      |      |      |      |      |      |

## Sehenswürdigkeiten
- Kirche Saint-Michel aus dem 17. Jahrhundert
- Schloss Bouillon aus dem 18. Jahrhundert

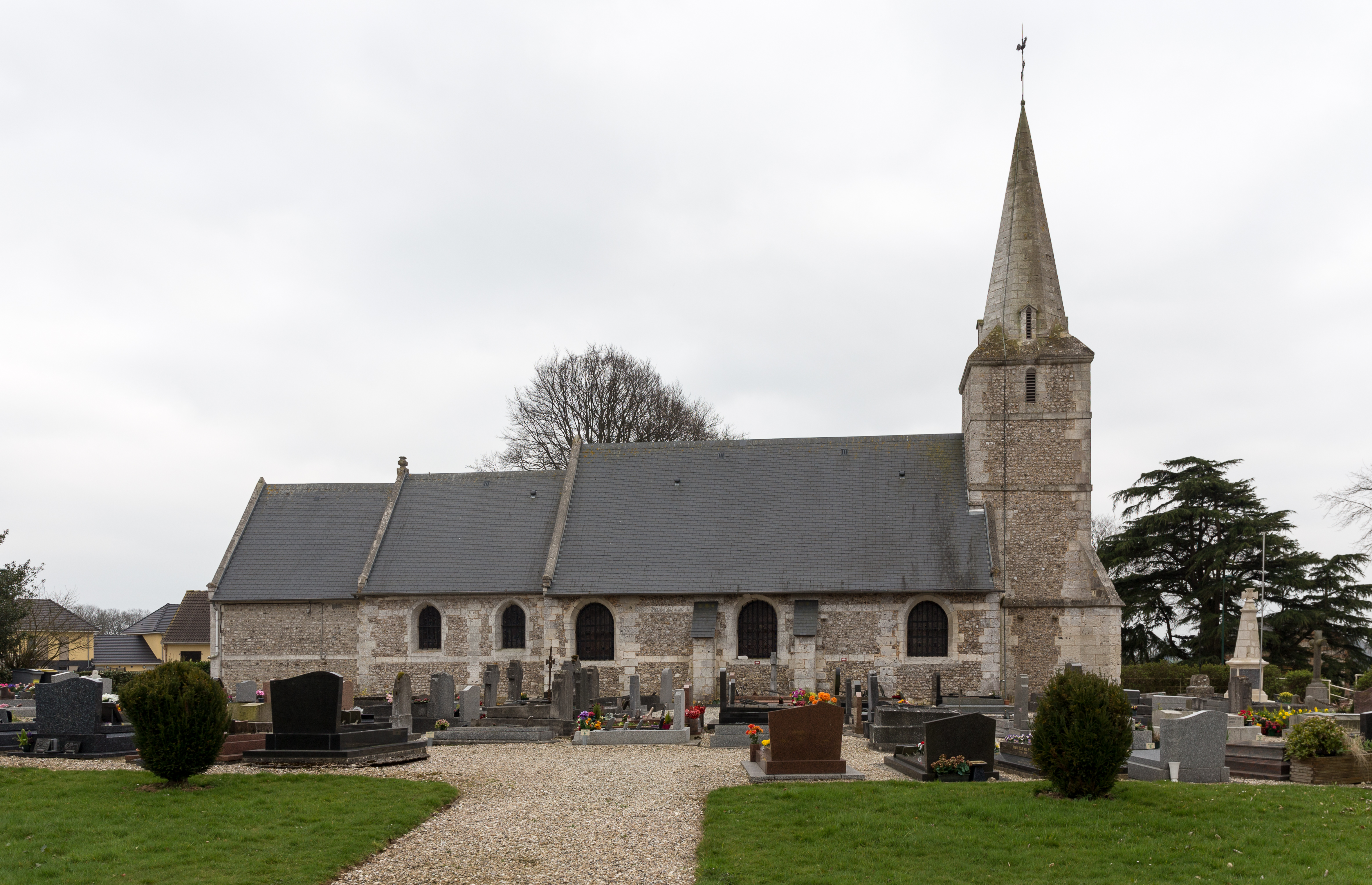
Kirche Saint-Michel